# 步兵第85聯隊
步兵第85聯隊（日語：ほへいだいいちれんたい、步兵第八十五聯隊）為大日本帝國陸軍步兵聯隊之一。

## 沿革
- 1938年（昭和13年）

7月14日 - 拝受軍旗。
8月13日 - 師團下達移防華中派遣命，移防浙江省杭州進行警備任務。
- 1944年（昭和19年）

6月 - 轉進廣東。
9月 - 參加豫湘桂会战。
- 1945年（昭和20年）

2月 - 因三九政变往法屬印度支那移動。
7月 - 移駐泰國，進而準備移防緬甸。
8月 - 終戰。

## 歷任聯隊長
| 任 | 姓名       | 在任期間    | 備考 |
| -- | ---------- | ----------- | ---- |
| 1  | 田村節藏   | 1938.7.20 - |      |
| 2  | 佐佐真之助 | 1940.3.9 -  |      |
| 3  | 羽鳥長四郎 | 1941.3.1 -  |      |
| 4  | 能勢潤三   | 1941.6.10 - |      |
| 末 | 河野省介   | 1945.4.15 - |      |

## 外部連結
- 日本陸軍旅団・連隊総覧表